# Saraiella arcuta
Saraiella arcuta är en tvåvingeart som beskrevs av Vaillant 1981. Saraiella arcuta ingår i släktet Saraiella och familjen fjärilsmyggor. Inga underarter finns listade i Catalogue of Life.